# Wulf Oesterreicher
Wulf Oesterreicher (* 2. Dezember 1942 in Oberbaumgarten, Südmähren; †  7. August 2015 in Gundelfingen-Wildtal) war ein deutscher Romanist, Hispanist, Linguist und Hochschullehrer.

## Leben
Wulf Oesterreicher wuchs nach der Vertreibung seiner Familie aus der mährischen Heimat in Eßlingen am Neckar auf. Er studierte ab 1962 in Tübingen, wo er unter anderem von der Persönlichkeit Eugenio Coserius geprägt wurde. Sein Erstes Staatsexamen legte er 1969 in den Fächern Deutsch und Französisch ab. 1977 wurde er von Hans-Martin Gauger in Freiburg i.Br. mit einer Dissertation zum Thema Sprachtheorie und Theorie der Sprachwissenschaft promoviert, 1989 erfolgte die Habilitation ebenda. Eines seiner Forschungsfelder war die mündliche „Sprache der Nähe“, die gesprochene Sprache, im Unterschied zur schriftlichen „Sprache der Distanz“. 
Mit seinem Freund Peter Koch schrieb er „Wort für Wort gemeinsam formuliert“ das Buch Gesprochene Sprache in der Romania. Französisch, Italienisch, Spanisch, 1990 bei Niemeyer in Tübingen erschienen, das ein starkes Echo fand. Als Hispanist widmete er sich u. a. den frühen Berichten aus der Neuen Welt und der Frage, wie Autoren, die eher als Handelnde denn als gelernte Schriftsteller in die spanischen Kolonien kamen und dort lebten, diese Welt zu erzählen verstanden.
Von 1991 bis 1994 war Oesterreicher außerordentlicher Professor (C3), von 1994 bis 2010 Inhaber des sprachwissenschaftlichen Lehrstuhls für Romanische Philologie (C4) an der Ludwig-Maximilians-Universität München. Zu seinen Schülern und ehemaligen Mitarbeitern gehören Elisabeth Stark (Zürich), Roland Schmidt-Riese (Eichstätt), Uli Reich (FU Berlin) sowie sein Nachfolger auf dem Münchner Lehrstuhl, Andreas Dufter.
Von 1997 bis 2001 war Oesterreicher Vorsitzender des Deutschen Romanistenverbands (DRV). Von 2002 bis 2008 fungierte er als Sprecher des Sonderforschungsbereichs 573 „Pluralisierung und Autorität in der Frühen Neuzeit“.
Seit 2003 war Oesterreicher ordentliches Mitglied der Bayerischen Akademie der Wissenschaften, seit 2010 Mitglied der Deutschen Akademie für Sprache und Dichtung.